# Caroline Rasser
Caroline Rasser (* 24. Januar 1971 in Basel) ist eine Schweizer Schauspielerin und Kabarettistin.
Sie ist die Tochter des Schauspielers Roland Rasser und Enkelin des Kabarettisten Alfred Rasser (HD Läppli). Zusammen mit ihrem Bruder Claude Rasser führt sie in ihrer Heimatstadt das Kleintheater Theater Fauteuil. Als Schauspielerin wirkte sie bei zahlreichen Theaterproduktionen sowie bei diversen TV-Produktionen des Schweizer Fernsehens mit, z. B. Fertig lustig und Lüthi und Blanc.
Caroline Rasser lebt in Basel, hat eine Tochter und war bis Juni 2010 mit dem Telebasel-Moderator Dani von Wattenwyl liiert.